# John Charles Bell
Sir John Charles Bell, 1. Baronet (* 4. September 1844; † 2. Februar 1924) war ein britischer Politiker, der unter anderem von 1907 bis 1908 Lord Mayor of London war.

## Leben
John Charles Bell war als Kaufmann tätig und zunächst Mitglied der Gilde der Fächermacher (Worshipful Company of Fanmakers), eine der Livery Companies der City of London, ehe er später Mitglied der Gilde der Kurzwarenhändler (Worshipful Company of Haberdashers) wurde. Er war Mitglied des Londoner Stadtrates (Court of Aldermen) und damit Mitglied der City of London Corporation. Zugleich wurde er für den Zeitraum 1901 bis 1902 für die Livery Companies als Sheriff der City of London zu einem der beiden Assistenten des Oberbürgermeisters gewählt und für seine Verdienste am 24. Oktober 1902 zum Knight Bachelor (Kt) geadelt, so dass er fortan das Prädikat „Sir“ trug.
Im November 1907 übernahm er als Nachfolger von Sir William Purdie Treloar das Amt als Lord Mayor of London und war damit bis zu seiner Ablösung durch Sir George Wyatt Truscott im November 1908 Lord Mayor der City of London. Am 18. Juli 1908 wurde ihm in der Baronetage of the United Kingdom der erbliche Adelstitel Baronet, of Framewood in the Parish of Stoke Poges in the County of Bucks, verliehen. Er amtierte von 1916 bis 1917 auch als High Sheriff von Buckinghamshire.
Bell war zwei Mal verheiratet. Aus seiner ersten 1868 geschlossenen Ehe mit der 1912 verstorbenen Caroline Elizabeth Clare ging eine Tochter hervor. 1914 heiratete er in zweiter Ehe Ellen James. Er verstarb ohne männlichen Nachkommen, so dass mit seinem Tod am 2. Februar 1924 der Titel des Baronets erlosch.